# Cantón de Roanne-Sur
El cantón de Roanne-Sur era una división administrativa francesa, que estaba situada en el departamento de Loira y la región de Ródano-Alpes.

## Composición
El cantón estaba formado por nueve comunas:
- Lentigny
- Ouches
- Pouilly-les-Nonains
- Riorges
- Roanne (fracción)
- Saint-Jean-Saint-Maurice-sur-Loire
- Saint-Léger-sur-Roanne
- Villemontais
- Villerest

## Supresión del cantón de Roanne-Sur
En aplicación del Decreto núm. 2014-260 de 26 de febrero de 2014, el cantón de Roanne-Sur fue suprimido el 22 de marzo de 2015 y sus 9 comunas pasaron a formar parte; cinco del nuevo cantón de Renaison y cuatro del nuevo cantón de Roanne-2.